# تشوغا مامی
تشوغا مامی، یکی از آبادی‌های باستانی در سامرا واقع در استان دیاله عراق است. این منطقه در شرق عراق و منطقه باستانی مندلی واقع شده است. این آبادی شامل اولین کانال آبیاری است که قدمت آن مربوط به ۶۰۰۰ سال پیش از میلاد مسیح می‌رسد. فاصله این مکات با بغداد، حدود ۷۰ مایل می‌باشد. ساختمان‌های این آبادی مستطیل شکل و از آجر گلی ساخته شده‌است. از ویرانه‌های باقی‌مانده از این آبادی می‌توان به برج پاسبانی ورودی و کانال آبیاری اشاره کرد.

## تاریخچه
تشوغا مامی، بزرگترین تل باستانی واقع در منطقه مندلی است. این تل، ۲۰۰ متر طول و بلندای ۲ تا ۵ متر دارد و به شدت فرسوده است. آخرین حفاری‌های صورت گرفته در این تل، قدمت آن را به ۴۸۰۰ سال پیش از میلاد مسیح تخمین زده‌است. /۵/ با این حال تحلیل می‌شود که قدمت آن تا ۶۰۰۰ سال نیز امتداد داشته باشد. بر اساس یافته‌های کاوش‌گران، به نظر می رسد تشوغا مامی، یک روستای کوچک بوده‌است که مردم در آن گندم و جو می‌کاشتند. عدس و نخود نیز از جمله محصولات این منطقه گزارش شده است.

## باستان‌شناسی
این تل ابتدا توسط تیمی از باستان شناسان به رهبری جوآن و دیوید اوتس، حفاری شد. اولین فصل این پروژه کاوشگری در ۲ دسامبر ۱۹۶۷ آغاز شد و تا ۲۶ فوریه ۱۹۶۸ ادامه داشت. برج گلی این تل، به عنوان یک برج دیده‌بانی شناسایی و معرفی شده‌است. خانه‌های این منطقه نیز از جنس آجر گلی ساخته شده و به شکل مستطیل شکل می‌باشند. اکثر خانه‌های روستا دارای دو یا سه اتاق کوچک هستند. سفال‌های یافت شده در این منطقه، با همان موادی ساخته و پرداخته شده‌اند که در فرهگ سامری‌ها، مورد استفاده عموم بوده‌است. بر روی این سفال‌ها، تصاویری از حیوانات نقش بسته است که یکی از مشخصه‌های آن دوران بوده‌است. از این مکان مجسمه و مصنوعات سفالی بسیاری یافت شده‌است که اکثر آنها به جهت ترکیبات ساده‌شان فرسوده شده و شکسته می‌باشند.